# Бо, Алиша
Алиша Илхан Бо (норв. Alisha Ilhaan Bø, англ. Alisha Boe; род. 6 марта 1997) — норвежско-сомалийская актриса. Наиболее известная по роли Джессики Дэвис в сериале Netflix «13 причин почему».

## Ранняя жизнь
Бо родилась в Осло, Норвегия; отец — сомалиец, мать — норвежка (из Тронхейма). Она и её мать переехали в Лос-Анджелес, когда Алише было семь лет, так как её мать вышла замуж за американца. Бо училась в средней школе Джорджа Эллери Хейла и в Академии Плюща. Окончила среднюю школу в Хэйле. Впоследствии стала посещать Эль-Камино Реал Хай Скул, где принимала участие в драматическом спектакле. Позже бросила старшую школу, чтобы продолжить свою актёрскую карьеру. После чего Алиша стала первой сомалийской актрисой, которая сыграла ведущую роль в американском фильме со времен Иман.

## Карьера
Бо дебютировала в 2008 году, когда получила роль молодой Лизы Свон в фильме ужасов «Развлечение». Спустя год Алиша появилась в фильме «Он в моем сознании» в роли Лачи, а в 2012 году в фильме ужасов «Паранормальное явление 4» в роли Тары. В 2014 году принимала участие в двух телесериалах: «Американская семейка» (Трейси Маккой) и «Род человеческий» (Бринн Хендри).
В ноябре 2014 года Бо присоединилась к актёрскому составу мыльной оперы NBC «Дни нашей жизни» во второстепенной роли Дафны. В 2017 году получила роль Джессики Дэвис в оригинальном сериале Netflix «13 причин почему».

## Фильмография
| Год  | Название                       | Роль              | Примечания             |
| ---- | ------------------------------ | ----------------- | ---------------------- |
| 2008 | Развлечение                    | молодая Лиза Сван |                        |
| 2009 | Он в моём сознании             | Лачи              |                        |
| 2009 | Пластик Делает Совершенным!    | Брук              | Короткометражный фильм |
| 2012 | Паранормальное явление 4       | Тара              |                        |
| 2017 | Убить за 68                    | Вайолет           |                        |
| 2019 | Изгоняющий дьявола. Врата      | Алекса О’Коннор   |                        |
| 2019 | Болельщицы со стажем           | Хлоя              |                        |
| 2019 | Да, боже, да                   | Нина              |                        |
| 2022 | Когда ты закончишь спасать мир | Лилу              |                        |
| 2022 | Отомсти за меня                | Тара              |                        |

| Год       | Название                   | Роль            | Примечания                       |
| --------- | -------------------------- | --------------- | -------------------------------- |
| 2012      | Родители                   | милая девочка   | Эпизод: «Everything Is Not Okay» |
| 2013      | Третья жена                | Челси Трассен   | Эпизод: «Pilot»                  |
| 2014      | Американская семейка       | Трейси Маккой   | Эпизод: «And One to Grow On»     |
| 2014      | Род человеческий           | Бринн Хенди     | 2 эпизода                        |
| 2014—2015 | Дни нашей жизни            | Дафна           | 15 серий                         |
| 2015—2016 | Рэй Донован                | Дженет          | 4 эпизода                        |
| 2015      | Морская полиция: Спецотдел | Фарра Мейерс    | Эпизод: «Viral»                  |
| 2015      | Без обязательств           | Бекка           | 6 эпизодов                       |
| 2015—2016 | C.S.I.: Киберпространство  | Грейс Кларк     | 3 эпизода                        |
| 2016      | Волчонок                   | Гвен            | 3 эпизода                        |
| 2017—2020 | 13 причин почему           | Джессика Дэвис  | Главная роль, 26 эпизодов        |
| 2023      | Буканьерки                 | Кончита Клоссон | Главная роль                     |